# Survivor Series 2000
Survivor Series 2000 è stata la quattordicesima edizione dell'omonimo pay-per-view prodotto dalla World Wrestling Federation. L'evento si è svolto il 19 novembre 2000 all'Ice Palace di Tampa, Florida.

## Risultati
| #    | Risultati | Stipulazioni                                         | Durata |
| ---- | --- | ---------------------------------------------------- | ------ |
| Heat | Val Venis (con Bull Buchanan, The Goodfather, Edge e Christian) ha sconfitto Jeff Hardy (con Matt Hardy, Lita, Bubba Ray Dudley e D-Von Dudley)             | Single match                                         | 08:00  |
| 1    | Crash Holly, Molly Holly e Steve Blackman hanno sconfitto T & A (Albert e Test) e Trish Stratus                                                             | Six-person Mixed Tag Team match                      | 05:00  |
| 2    | The Radicalz (Chris Benoit, Dean Malenko, Eddie Guerrero e Perry Saturn) (con Terri) hanno sconfitto D-Generation X (Road Dogg, K-Kwik, Billy Gunn e Chyna) | 4-on-4 Traditional Survivor Series Elimination match | 12:43  |
| 3    | Kane ha sconfitto Chris Jericho | Single match                                         | 12:32  |
| 4    | William Regal (c) ha sconfitto Hardcore Holly per squalifica                                                                                                | Single match per il WWF European Championship        | 05:43  |
| 5    | The Rock ha sconfitto Rikishi | Single match                                         | 11:19  |
| 6    | Ivory (c) ha sconfitto Lita | Single match per il WWF Women's Championship         | 04:53  |
| 7    | Kurt Angle (c) ha sconfitto The Undertaker | Single match per il WWF Championship                 | 16:12  |
| 8    | The Dudley Boyz e The Hardy Boyz hanno sconfitto Edge, Christian e i Right to Censor                                                                        | 4-on-4 Traditional Survivor Series elimination match | 10:05  |
| 9    | Steve Austin vs. Triple H è terminato in no contest | No Disqualification match                            | 25:00  |

### Survivor Series Elimination match
Team Radicalz vs. Team DX
| N° eliminazione | Wrestler                                    | Team                                        | Eliminato da                                | Tempo                                       |                                             |
| --------------- | ------------------------------------------- | ------------------------------------------- | ------------------------------------------- | ------------------------------------------- | ------------------------------------------- |
| 1°              | Chyna                                       | Team DX                                     | Perry Saturn                                | 02:25                                       |                                             |
| 2°              | Eddie Guerrero                              | Team Radicalz                               | Billy Gunn                                  | 05:53                                       |                                             |
| 3°              | K-Kwik                                      | Team DX                                     | Chris Benoit                                | 07:11                                       |                                             |
| 4°              | Road Dogg                                   | Team DX                                     | Perry Saturn                                | 08:41                                       |                                             |
| 5°              | Dean Malenko                                | Team Radicalz                               | Billy Gunn                                  | 10:40                                       |                                             |
| 6°              | Billy Gunn                                  | Team DX                                     | Chris Benoit                                | 12:43                                       |                                             |
| Sopravvissuti:  | Chris Benoit e Perry Saturn (Team Radicalz) | Chris Benoit e Perry Saturn (Team Radicalz) | Chris Benoit e Perry Saturn (Team Radicalz) | Chris Benoit e Perry Saturn (Team Radicalz) | Chris Benoit e Perry Saturn (Team Radicalz) |

The Dudley Boyz e The Hardy Boyz vs. Edge & Christian e Right to Censor
| N° eliminazione | Wrestler         | Eliminato da     | Tempo      |            |
| --------------- | ---------------- | ---------------- | ---------- | ---------- |
| 1°              | Matt Hardy       | Edge             | 03:59      |            |
| 2°              | D-Von Dudley     | Christian        | 05:10      |            |
| 3°              | Bull Buchanan    | Bubba Ray Dudley | 07:32      |            |
| 4°              | Edge             | Bubba Ray Dudley | 08:06      |            |
| 5°              | Bubba Ray Dudley | The Goodfather   | 08:40      |            |
| 6°              | Christian        | Jeff Hardy       | 09:39      |            |
| 7°              | The Goodfather   | Jeff Hardy       | 10:05      |            |
| Sopravvissuto:  | Jeff Hardy       | Jeff Hardy       | Jeff Hardy | Jeff Hardy |